# NGC 2771
NGC 2771 је спирална галаксија у сазвежђу Велики медвед која се налази на NGC листи објеката дубоког неба.
Деклинација објекта је + 50° 22' 45" а ректасцензија 9h 10m 39,7s. Привидна величина (магнитуда) објекта NGC 2771 износи 12,9 а фотографска магнитуда 13,7. NGC 2771 је још познат и под ознакама UGC 4817, MCG 8-17-51, CGCG 264-77, KCPG 190B, PGC 25875.